# Herbert Tillemann
Herbert Tillemann (Tartu, 22 luglio 1920 – Jabłoń, 4 luglio 1943) è stato un cestista estone.

## Carriera
Con l'Estonia disputò i Campionati europei del 1939.